# سید محمد سید مکاوی
سید محمد سید مکاوی (انگلیسی: Sayed Mekawy؛ ۸ مه ۱۹۲۷ -۲۱ آوریل ۱۹۹۷) موسیقی‌دان، خواننده، و آهنگساز نابینا اهل مصر بود.